# Rolugunta
Rolugunta là một mandal thuộc huyện Visakhapatnam, bang Andhra Pradesh.